# Sandford Arthur Strong
Sandford Arthur Strong (10 avril 1863 - 18 janvier 1904) est un orientaliste, historien de l'art et bibliothécaire britannique.

## Biographie
Né à Kensington en 1863, il est le deuxième fils de Thomas Banks Strong du War Office et de sa femme, Anna Lawson et le frère cadet de l'évêque Thomas Strong (évêque). En 1877, il entre à la St Paul's School de Londres en tant que boursier de la fondation, mais y reste un peu plus d'un an. Ses deux années suivantes sont passées comme commis au Lloyd's, bien qu'au cours de cette période, il ait également suivi des cours au King's College de Londres. Enfant, Albert Varley lui a enseigné le dessin, qui lui a donné un exemplaire du Dictionary of Painters de Matthew Pilkington, et il fréquente la National Gallery. En 1881, il s'inscrit avec une bourse Hutchinson au St John's College de Cambridge. Il obtient son diplôme en 1884, avec une troisième classe dans la partie I des tripos classiques, étant placé dans la deuxième classe de la partie II l'année suivante. Il obtient un MA en 1890.
Sur la recommandation d'Edward Byles Cowell, Strong travaille le sanskrit avec Cecil Bendall, mais découragé à Cambridge, il s'installe à Oxford vers la fin de 1885. Là, il est sous-gardien et bibliothécaire de l'Indian Institute et se lie d'amitié avec Max Müller, Archibald Henry Sayce et Adolf Neubauer. Neubauer lui conseille de visiter le continent et lui donne des lettres d'introduction à Ernest Renan et James Darmesteter à Paris; il étudie également avec Eberhard Schrader à Berlin. Strong à son retour en Angleterre trouve la reconnaissance et l'emploi lents à venir, et il échoue dans sa candidature à la chaire d'arabe de Cambridge vacante par la mort de William Robertson Smith en 1894. Il est nommé en 1895 professeur d'arabe à l'University College de Londres, poste presque symbolique. A cette époque, il enseigne le persan à Gertrude Bell.
Sidney Colvin présente Strong au duc de Devonshire, qui a alors besoin d'un bibliothécaire pour succéder à Sir James Lacaita. À Chatsworth House à partir de 1895, il se concentre sur ses œuvres d'art, et est invité à d'autres collections : celle du duc de Portland à Welbeck Abbey, où il exerce également un temps le rôle de bibliothécaire, celle du comte de Pembroke à Wilton House, et Lord Wantage à Lockinge.
En 1897, Strong est également nommé bibliothécaire à la Chambre des Lords. Après une longue maladie, il meurt à Londres le 18 janvier 1904 et est enterré au cimetière de Brompton. La Arthur Strong Oriental Library de l'University College de Londres est créée autour de ses livres, donnés par sa veuve .

## Œuvres
Les principales publications orientales de Strong sont ses éditions du Maha-Bodhi-Vamsa pour la Pali Text Society (1891) et du Futah al-Habashah ou "Conquest of Abyssinia" (1894) pour les monographies de la Royal Asiatic Society. À sa mort, il s'occupait du texte arabe de l' Histoire de Yakmak, sultan d'Égypte, d'Ibn Arabshah, sur Jaqmaq, dont la première partie parait dans le Journal de la Royal Asiatic Society de 1904. En plus du sanskrit et de l'arabe, Strong étudie les hiéroglyphes pali, persans et assyriens et le chinois; sur tout cela, il écrit dans des publications savantes, et il contribue également à des critiques à l'Athenæum et à l'Académie .
Parmi les publications artistiques de Strong, les principales sont : 
- Reproductions de dessins des maîtres anciens de la collection du comte de Pembroke et de Montgomery à Wilton House, 1900.
- Préface aux planches de la National Gallery Pictures, 1901, éditeurs Franz Hanfstaengl.
- Chefs-d'œuvre de la collection d'images du duc de Devonshire, 1901.
- Reproductions de dessins des maîtres anciens à Chatsworth, 1902.
- Catalogue des lettres et autres documents historiques de la bibliothèque de Welbeck, 1903.

À la Chambre des lords, Strong compile deux catalogues, l'un de la bibliothèque générale et l'autre des livres de droit.

## Vie privée
En 1897, Strong épouse Eugénie Sellers, l'archéologue, qui lui survit. Il n'y a pas d'enfants du mariage.
Strong tombe malade au printemps 1903. En convalescence, il meurt subitement en janvier 1904, à seulement 40 ans .